# 入侵图拉吉岛 (1942年5月)
入侵图拉吉岛发生于1942年5月3日至4日，是MO作战的一部分。MO作战是1942年日本帝国在南太平洋和西南太平洋地区的一次作战代号。该作战要求日本帝国海军占领所罗门群岛的图拉吉岛及附近岛屿，该举旨在掩护日军在新几内亚莫尔斯比港的侧翼攻击，提供侦察支持，为日军在拉包尔的主要基地制造更大的防御深度，并作为日军部队的基地威胁并阻断美国、澳大利亚和新西兰之间的供应和通讯路线。
由于没有办法有效抵抗日军在所罗门群岛的进攻，英屬所羅門群島駐地專員和保卫图拉吉岛为数不多的澳大利亚部队在5月3日日军抵达前撤离了该岛。然而在第二天，美国航空母舰第17特遣艦隊空袭了日军图拉吉岛的登陆部队，摧毁破坏了几架参与登陆行动的日本舰艇和飞机。这支美国舰队当时正在前往莫尔斯比港抵抗正在推进的日军，后来还参加了珊瑚海海战。尽管如此，日军还是成功占领了图拉吉岛，并开始建造一个小型海军基地。
在接下来的几个月内，日本在图拉吉岛及其附近的胰岛（吉沃圖島和塔納姆博格島）建造了一个海军的燃料补给、通信和水上飞机侦察基地，并于1942年7月开始在附近的瓜达尔卡纳尔岛筹建大型机场。盟军侦察机以及驻扎在该地区的澳大利亚海岸警卫队人员都观察到了日本人在图拉吉和瓜达尔卡纳尔岛上的活动。由于这些活动威胁到南太平洋的盟军补给和通信线路，因此盟军于1942年8月7日登陆瓜达尔卡纳尔岛和图拉吉岛进行了反攻，从而引发了重要的瓜达尔卡纳尔岛战役以及盟军和日军之间的一系列联合军备战。这些战役与新几内亚战役一起，决定了南太平洋战争的进程。

## 背景
1941年12月7日，日军袭击了在夏威夷珍珠港海军基地的美國太平洋艦隊，毀傷美國太平洋艦隊的大部分战舰，两国正式宣戰。日本领导人试图通过发动这场战争消灭美国舰队，夺取丰富的自然资源，并获得战略军事基地来捍卫其不断蔓延的帝国。此后不久，包括英国、澳大利亚和新西兰在内的其他国家也加入了美国，成为抗日战争的同盟国。用1941年11月1日日本海军联合舰队的“第一秘令”的话来说，日本在即将进行的战争中的最初战役的目标是：「（驱逐）荷属印度及荷属菲律宾英美两国的力量，（并）制定自主自给自足和经济独立的政策。” 为了实现这些目标，日军在1942年的头几个月中还攻佔了菲律宾自由邦、泰国、英属马来亚，英属新加坡、荷兰东印度群岛、维克岛、新不列颠、吉尔伯特群岛和关岛。 
日本海军第四舰队（也称“南洋部队”，由南太平洋地区的大部分海军部队组成）的司令官是海军中将井上成美。他主张夺取莱城、萨拉毛亚、新几内亚的莫尔斯比港和所罗门群岛的图拉吉岛 。井上相信，对这些地点的占领和控制将为日本在新不列颠的拉包尔的主要基地提供更大的安全性。日本海军司令部支持井上的说法，并开始计划进一步的行动：以上述地点为基地，夺取瑙鲁、巴纳巴岛、新喀里多尼亚、斐济和萨摩亚，从而切断澳大利亚和美国之间的供应线，目标是减少或消除澳大利亚对日本在南太平洋阵地的威胁。 
日本帝国陆军支持占领莫尔斯比港的想法，并于1942年4月与海军一起制定了一项名为“MO作战”的进攻计划，其中就包括了占领所罗门群岛南部的小岛图拉吉。日军计划在图拉吉岛建立一个水上飞机基地，以应对在南太平洋的盟国领土和部队进行空中作战。尽管日本海军上将山本五十六正在同时计划另外一项行动——他希望引诱美国太平洋舰队到中太平洋战区一决死战——他还是分调了自己麾下的一些大型战舰以支持MO行动，并指派井上成美负责该行动的海军部分。

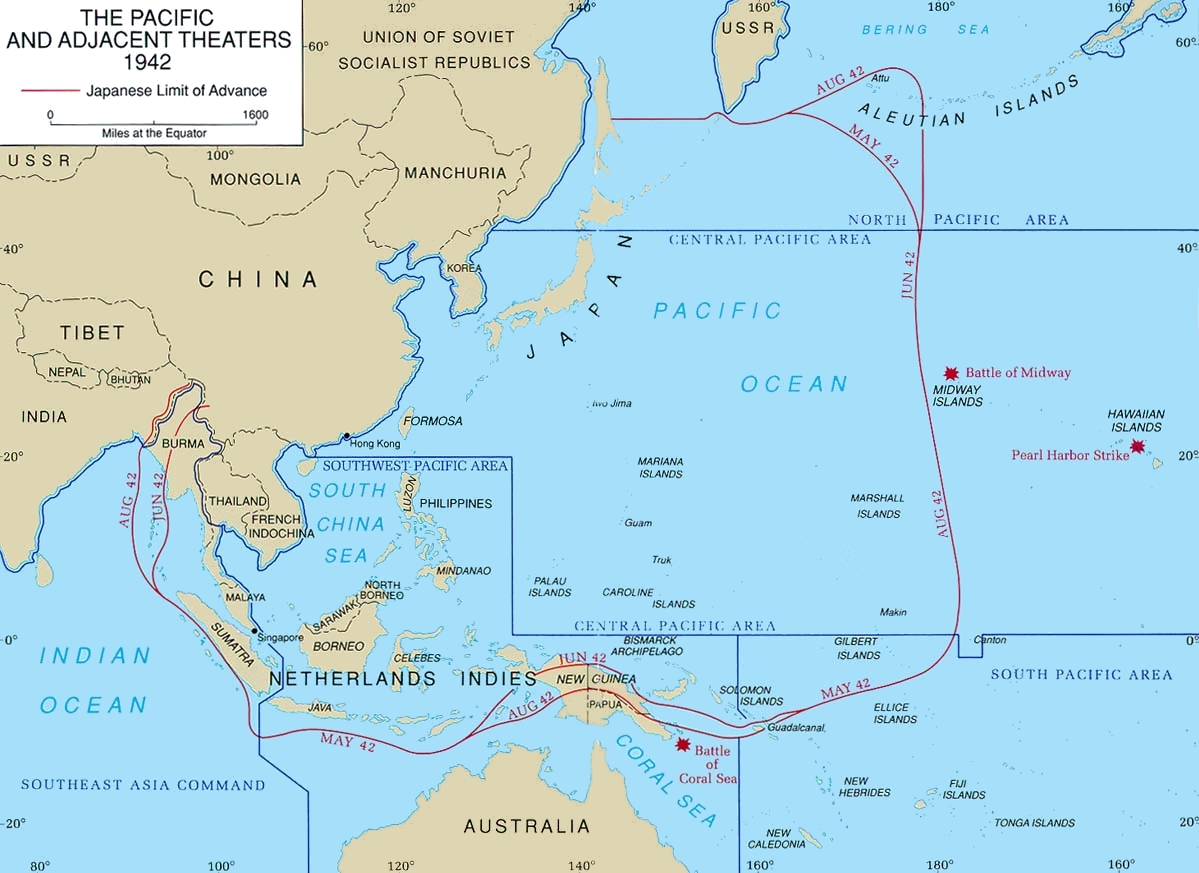
1942年的太平洋战区。红线表示所示时间当时被日本帝国侵吞的疆域。瓜达尔卡纳尔和图拉吉位于地图的中下部。

一支由两艘重型航空母舰、一艘轻型航空母舰、一艘水上飞机母舰、九艘巡洋舰和13艘驱逐舰组成的大部队，被分成了若干部分，为日本入侵莫尔斯比港的船队保驾护航，并阻挡任何试图阻拦日军入侵的联军战舰。入侵图拉吉的部队由驱逐舰菊月号和夕月号；布雷舰/运输舰沖島號和幸荣丸；掃雷艇第1號和第2號，羽衣丸、第2能代丸和玉丸；运输舰吾妻山丸；猎潜舰第3利丸和第8玉丸，由海军少将志摩清英坐镇冲岛号指挥，于4月30日离开拉包尔攻向所罗门群岛。五藤存知将军为入侵图拉吉岛提供了空中掩护，战力包括位于所罗门群岛近西侧的一架轻型运输舰祥凤号、四艘巡洋舰和一艘驱逐舰。由海軍少将丸茂邦則指挥，由两艘轻型巡洋舰、水上飛機母艦神川丸和三艘炮艇组成的一支独立的掩护部队（这支部队有时也称为图拉吉支援小组）加入了掩护，支持入侵图拉吉岛的行动。5月3日或4日，日军占领图拉吉岛后，该掩护小组和掩护部队就被调去掩护了莫尔斯比港的入侵。    
当时，英属所罗门群岛保護國包括了除布干维尔岛和布卡岛之外的所罗门群岛所有岛屿，首都是图拉吉。英属所罗门群岛驻地专员兼当地国防军司令威廉·悉尼·马尔尚于1942年2月将大多数白人平民居民撤离到了澳大利亚。马尔尚在第二个月被疏散到马莱塔岛 。他在那里协助运营了一个海岸看台中继站。
图拉吉唯一的盟国军队是由古德（A. L. Goode）上尉指挥的澳大利亚陆军2/1独立连队的24个突击队，以及由皇家空军中尉皮根（R. B. Peagam）指挥的澳大利亚皇家空军（RAAF）的第11中队约25人。他们经营着一个在吉沃图 -塔纳姆伯格附近拥有四架PBY卡特琳娜海上巡逻机的水上飞机基地。  附近的瓜达卡纳尔岛上也有三个盟国的海岸警卫队。海岸观察站的任务是报告他们观察到的任何敌人的行动或可疑活动。所有的海岸观察员均被任命为澳大利亚皇家海军志愿人员预备役，因为盟国相信这么做可以阻止他们因由驻间谍活动而被日本处死。他们由驻扎在澳大利亚汤斯维尔的埃里克·费尔德特中将指挥 

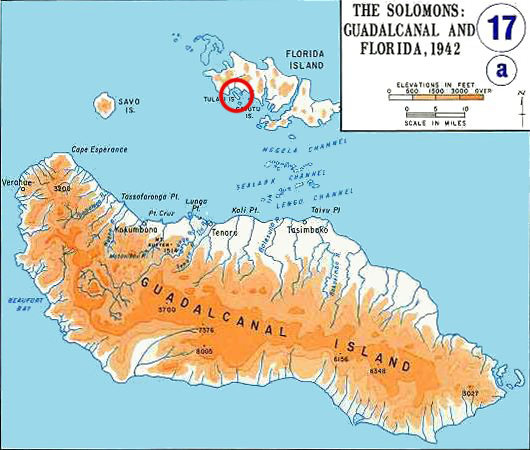
1942年的瓜达尔卡纳尔岛和图拉吉（红圈所示）地图

在整个4月的大部分时间里，日本人出动了拉包尔或附近的飞机对图拉吉进行了“毁灭性”轰炸，但是造成的伤害微乎其微。瓜达尔卡纳尔岛上的海岸观察站通常能通过无线电提前向驻扎在图拉吉岛的澳大利亚军队预警正在靠近的日军，然而这些部队的武器装备（三架维氏机枪和一架布伦轻机枪）并不能给日军轰炸机带来多大威胁。 4月25日，八架日本轰炸机袭击了图拉吉岛，并且在接下来的一周里，每天都有类似的袭击发生。其中5月1日的一次袭击严重破坏了吉沃图水上飞机基地的其中一架卡特琳娜，而其余的卡特琳娜海上巡逻机在同一天成功撤离。 
盟军情报人员通过设置在澳大利亚墨尔本和夏威夷珍珠港的盟军舰队电台（无线电情报中心）的无线电拦截，破译了许多日本MO作战的信息。 基于这些破译的情报，驻扎在珍珠港的美国海军上将切斯特·尼米兹于4月22日指示盟军前往珊瑚海地区阻断日军的MO行动。 4月27日，美国约克城号航空母舰（CV-5)第17特遣队（TF 17）在海军中将法兰克·杰克·弗莱彻的指挥下，从汤加出发，途中美国列星敦号航空母舰 (CV-2)第11号特遣队（TF 11）5月1日由新喀里多尼亚西北 300 nmi（350 mi；560 km）  加入。当天，弗莱彻中将分遣TF 11号补充燃料，预计于5月4日在珊瑚海的预定地点与列克星敦及其船队重聚。 

## 登陆和空袭

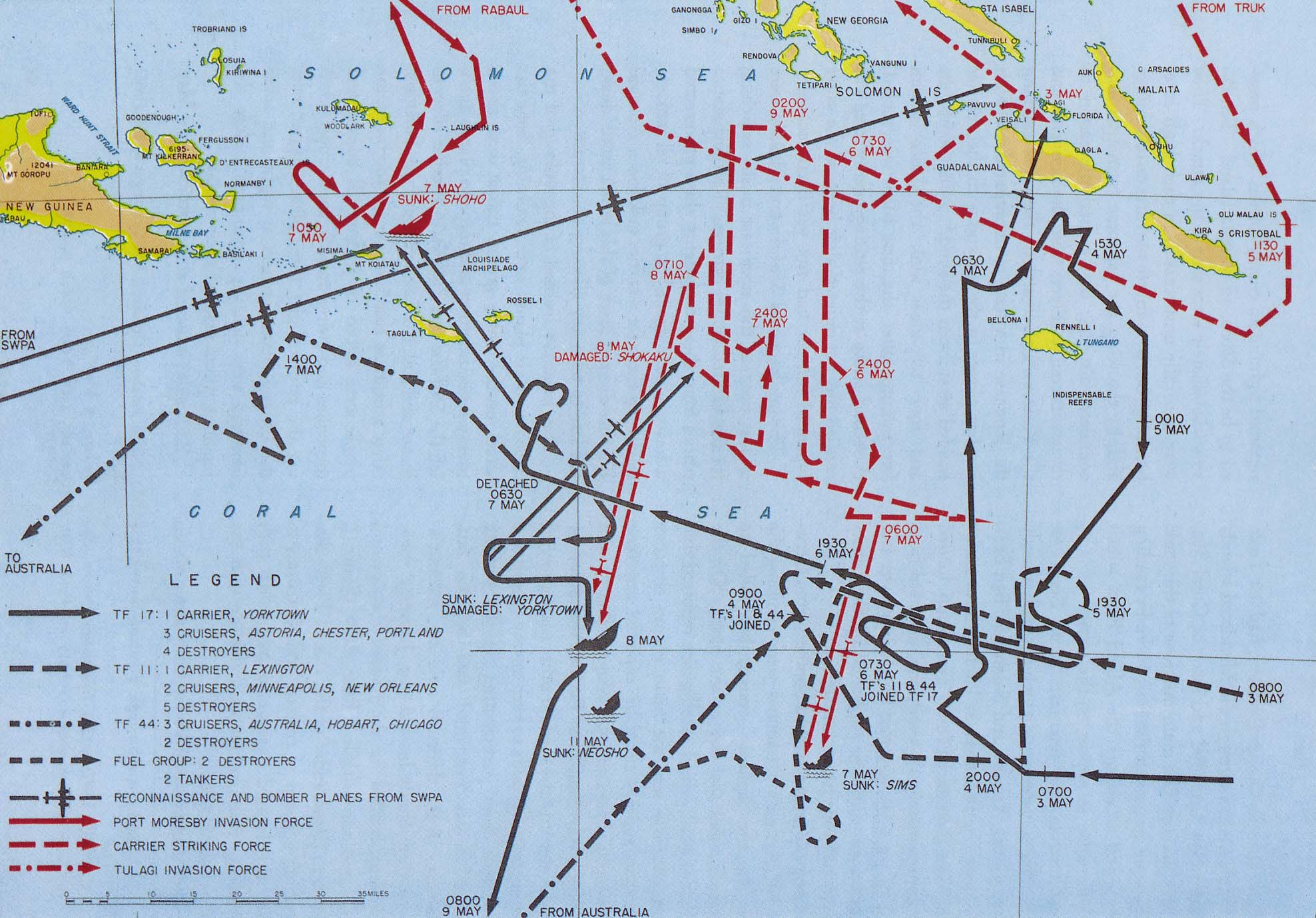
1942年5月3日至9日，珊瑚海战役地图。涉及图拉吉岛日军登陆和约克城号空袭的行动在该地图右上角。

5月2日，布干维尔的海岸观察员杰克·雷德报告，据认为是日本图拉吉入侵部队一部分的大量日本船只从布卡地区出发。当天晚些时候，新乔治亚岛上的海岸观察员唐纳德·吉尔伯特·肯尼迪发现并报告了一大批向南所罗门群岛航行的日本海军。 此后不久，古德和皮根预期日本人将以压倒性的数量进攻，因此下令执行预先计划的撤离行动，并开始破坏和拆除在图拉吉和吉沃图-塔纳姆博格的设备和设施。 5月3日清晨，澳大利亚皇家空军（RAAF）的人员和突击队登上了两艘小船，开往新赫布里底群岛共管地的维拉。而此时，志摩清英的船只正好进入萨沃海峡开始在图拉吉岛登陆。载有RAAF人员的在瓜达卡纳尔岛的奥拉与海岸警卫队和保护区的民政事务专员马丁·克莱门斯一起度过了一天，并于当晚离开。  
支持日本登陆的是暂时驻扎在圣伊莎贝尔岛千船湾的神川丸号的水上飞机。 大约400名日本海军部队（主要来自吴市第3特别海军陆战队）由运输船上的驳船登陆，并立即开始了在图拉吉和吉沃图-塔纳姆博格的设施建设。祥凤号的飞机一直在登陆上空巡逻保护，直到午后五藤存知的部队转向布干维尔补充燃料，以准备在莫尔斯比港登陆。 日军上岸后，作为计划中的建造水上飞机基地的一部分，六架水上飞机降落在图拉吉港口。 
5月3日下午5点，弗莱彻中将接到通知，在日本的图拉吉入侵部队接近南部所罗门群岛的前一天已经观察到了他们， 但是因为需要保持无线电静默，所以无法和列克星敦号航空母舰的特遣队沟通，另一边的约克城号航母特遣队为了准备在第二天早上对入侵图拉吉岛的日本军队进行空中打击，亦独自进前往了瓜达尔卡纳尔岛。 

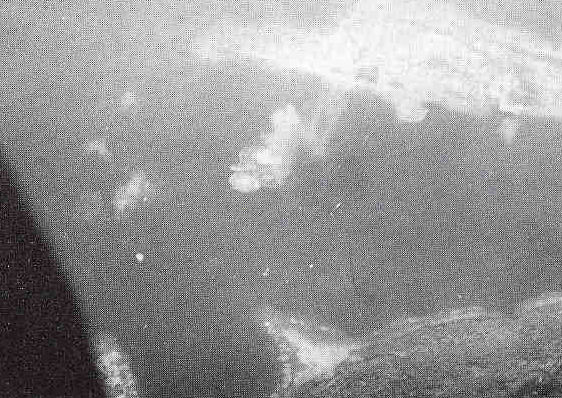
在约克城号的飞机发动的攻击中，在图拉吉港抛锚停泊的幸荣丸号（中部）被炸弹包围。

5月4日上午7点01分，约克城号从瓜达尔卡纳尔岛以南约为160 km（86 nmi；99 mi）的位置发动了第一次打击，包括12辆TBD蹂躏者式鱼雷轰炸机和28辆SBD无畏式俯冲轰炸机。飞机于8点50分开始对在图拉吉附近停靠的志摩的船只发动袭击，使停靠在锚点上的日本船只措手不及。 彼时，吾妻山丸和幸荣丸正忙于卸载部队和物资，而冲岛号和另外两艘驱逐舰则为它们提供掩护。三艘日军扫雷舰刚刚出发准备前去支援莫尔斯比港的入侵，仍在图拉吉岛附近。尽管执行第一波袭击的美国飞行员声称许多炸弹和鱼雷击中了锚定的船只，但实际上他们仅击中了冲岛号和菊月号，前者仅受到轻微伤害，而后者受到了重大打击。 菊月号在一艘猎潜舰的协助下，为防止沉船而在吉沃图搁浅。与此同时，所有其他船只都起锚试图逃离港口。一架美国俯冲式轰炸机摧毁了试图在袭击中起飞日本三菱F1M2（零式水上观测机）浮筒式飞机“皮特”。  

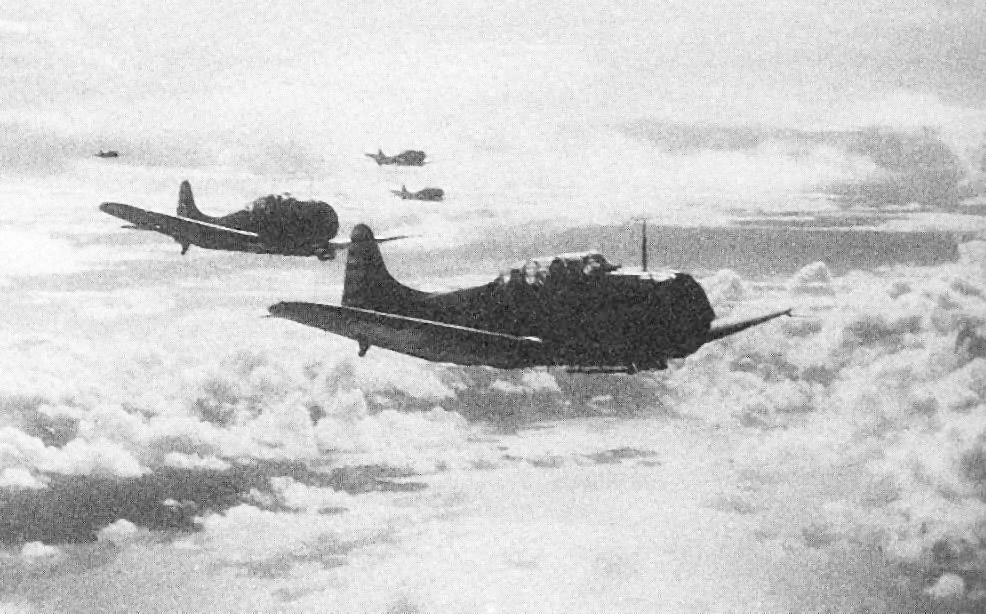
约克城号SBD-3俯冲轰炸机在图拉吉港袭击日本船只后返回母舰。

约克城号于12点10分发动了第二波袭击。参与第一次进攻的飞机飞回图拉吉岛对日本战船展开了攻击。此时，许多日军船只已经开足马力，并试图拉开自己和图拉吉港之间的距离。第二次袭击击沉了第1和第2扫雷舰，并严重破坏了萨沃岛东北部的玉丸号 。这次袭击有另一架日本水上飞机被美国俯冲式轰炸机击落。来自约克城号的四架F4F-3 / 3A野猫战斗机加入袭击后，在佛罗里达群岛击落了另外两架日军浮筒式飞机。随后，这四名美军飞行员还击中了日军夕月号驱逐舰，杀死船长及其他九名船员，对该船造成了中度损害。另有两三架日军浮筒式飞机在图拉吉港遭到破坏，驾驶员被杀死。    
约克城号于15点30分发动了规模较小的第三次袭击，对吾妻山丸号和冲岛号造成了中度损害。在第三次袭击中，失去了一架TBD蹂躏者式鱼雷轰炸机（编号0333）。它燃油耗尽，在瓜达尔卡纳尔岛以南大约60 km（32 nmi；37 mi）紧急迫降。第二次袭击中的两架野猫战斗机也用光了燃料，坠机降落在瓜达尔卡纳尔岛的南部海岸。弗莱彻中将派出了哈曼和珀金斯两艘驱逐舰去营救这三架飞机的机组人员。哈曼救回了两名野猫战斗机的飞行员，但是铂金斯未能找到TBD的机组人员。为了补充燃料并在第二天与列克星敦号会合，两艘驱逐舰在当晚的晚些时候回到约克城号特遣队，一同离开瓜达尔卡纳尔岛，朝东南方向航行。 

## 后果

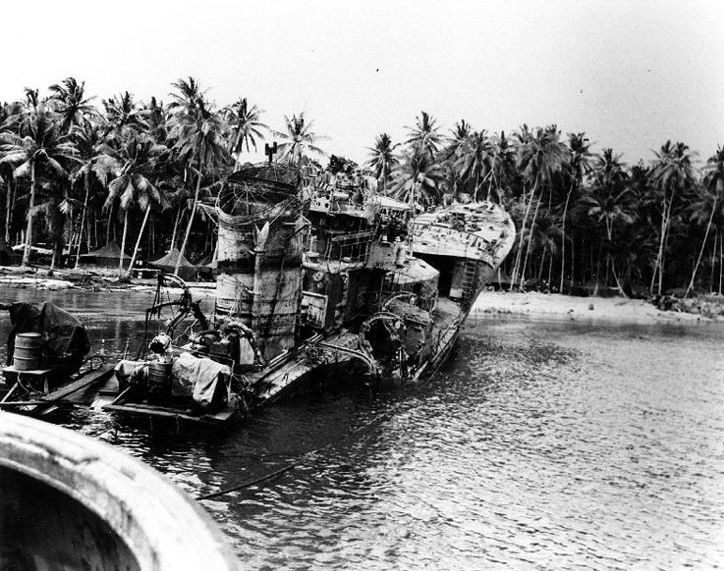
1943年8月，美军将菊月号的锈迹斑斑的残骸拖上图拉吉岛的海滩。

5月5日， 菊月号由吉沃图海岸完全沉入了图拉吉港（09°07′S 160°12′E / 9.117°S 160.200°E ）。玉丸号也在两天后沉没。其他受损的日本船只设法抵达了拉包尔和卡维恩进行维修。 羽衣丸号和第2能代丸号加入了莫尔斯比港入侵集团。 5月10日，日本首次企图占领巴纳巴岛和瑙鲁群岛（该行动被称为RY行动 ）。在该行动中，冲岛号被美国潜艇USS S-42在新爱尔兰附近击沉（05°06′S 153°48′E / 5.100°S 153.800°E）。  在5月4日对图拉吉的空袭中，共有87名日本海军人员丧生，36名日军登陆部队队员重伤。   
失踪的约克城号TBD机组人员（飞行员莱昂纳德·埃沃尔德和炮手雷·马哈林斯克）在海中漂流了三天后到达瓜达尔卡纳尔岛。当地的一名罗马天主教传教士，让·布达德神父将他们带到了保护区民政事务专员马丁·克莱门斯那里，后者安排了一条船，将两人带到圣克里斯托瓦尔 。在圣克里斯托瓦尔起，另一艘船他们带到了新赫布里底群岛。在那里，他们终于重新加入了美军。  
袭击图拉吉的日本入侵部队后，约克城号与列克星敦号两艘战舰重聚，并于5月6日至8日在珊瑚海战役中与MO行动中的其余日军交战。在战斗中，列克星敦号沉没，约克城号受损。日本方面，祥凤号沉没，一艘舰队航空母舰严重受损，运输机和机组人员损失惨重。由于担心盟军的陆基飞机或军舰发动更具破坏性的攻击，并且由于飞机损失巨大而无法为海军水面部队提供足够的空中掩护，日本人暂时放弃了对莫尔斯比港的进攻的计划。然而，日本再未尝试从海上夺取莫尔斯比港，其主要原因就是日本海军在6月的中途岛战役惨败。取而代之的是，日本人在1942年7月至11月沿科科达小径试图从陆上占领莫尔斯比港，然而这次战役再次以日军的失败告终。 日军未能占在1942年5月领莫尔斯比港将产生重大而深远的战略影响，其中许多牵扯到日本在图拉吉岛的小型海军基地。 

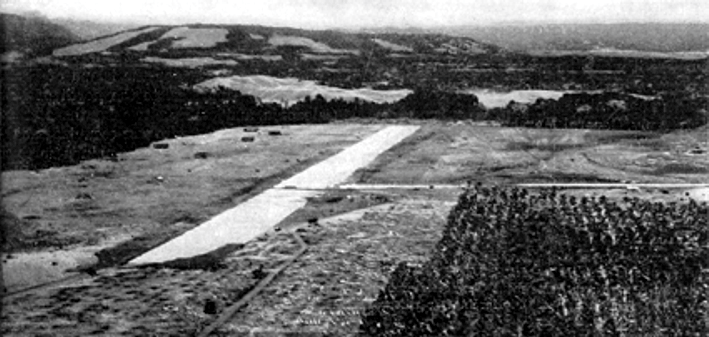
1942年7月，日本人正在建造中的瓜达尔卡纳尔岛隆加角机场

尽管空袭对日本人的船只和登陆部队造成了破坏性打击，他们还是继续在图拉吉和吉沃图建造了海军水上飞机基地，并在接下来的几个月内接收了更多的部队和建筑工人。该基地很快就迎来了横滨海军航空队的飞机，这些飞机于5月6日开始了在整个周边地区进行空中侦察巡逻。 5月27日，日本人视察瓜达尔纳尔的隆加角地区，作为兴建大型飞机场的潜在地点。 6月13日，海军总参谋部批准在该地建造飞机场。6月19日，海军上将井上成美参观了此地并视察了飞机场未来的建设工作。第二天，日军开始清理灌木丛地区。7月6日，一支12船舰队送来了了2,000名韩日建筑工人和500名日本海军作战部队，积极进行了机场建设。瓜达尔卡纳尔岛的海岸警卫队和盟军空中侦察队观察了日本飞机场的建设工作。在接下来的几个月里，驻扎在莫尔斯比港、埃法特、努美阿和埃斯皮里图桑托的盟军卡特琳娜水上飞机和B-17轰炸机频繁轰炸了日本在瓜达尔卡纳尔岛、图拉吉和加沃图的基地，但并未对日军造成重大损失。在执行任务期间，数名日本浮筒式战斗机和一架盟军轰炸机在空战中被摧毁。 
盟国非常担心日本在瓜达尔卡纳尔岛的机场建设工作，因为一旦完成，将对盟国在澳大利亚、新西兰和美国之间的作战行动构成重大威胁。珊瑚海海战和中途岛战役的战略性胜利为盟国提供了主动采取行动对藏身太平洋某处的日本人发动进攻的机会。美国海军舰队总司令美国海军上将恩斯特·金恩设想了一个联军进攻所罗门群岛南部的计划。他建议盟军发动攻势夺取日本人位于所罗门群岛南部，威胁美国与澳大利亚补给路线的军事基地，并以这些基地作为下一步军事作战行动的起点。他的目标是消灭或占领日军在拉包尔的主要基地，同时支持新几内亚战役，最终目标是为美国重新占领菲律宾开辟道路。 盟军太平洋司令官、美国海军上将切斯特·尼米兹和美国副海军上将罗伯特·戈尔姆利一同创建了南太平洋战区，以指挥盟军在所罗门群岛的进攻。 
日本人未能占领莫尔斯比港，并在中途岛战役败北，导致他们留在图拉吉的军事基地受到其他日本基地的有效保护。图拉吉距离日本最近的大型基地拉包尔四个小时的飞行时间。  1942年8月7日，有11,000名美国海军陆战队降落在瓜达尔卡纳尔岛，3,000名美国海军陆战队降落在图拉吉及其附近岛屿。 图拉吉和附近岛屿上的日军寡不敌众，几乎在图拉吉及吉沃图-塔纳姆博格战役中全军覆没，而瓜达卡纳尔岛的美国海军陆战队在没有重大抵抗的情况下（韩德生基地战役）占领了隆加角的飞机场（今天的霍尼亚拉国际机场）。 瓜达尔卡纳尔战役由此开始。在接下来的六个月中，盟军和日军之间进行了一系列大规模的联军战斗，连同新几内亚战役一起，决定了日本确保自己太平洋帝国南部边界的野心的命运。

## 补充阅读
- Hoyt, Edwin P. . I Books. 2003. ISBN 0-7434-5835-4.
- Henry, Chris. . Naval Institute Press. 2003. ISBN 1-59114-033-1.
- Lundstrom, John B.  New. Annapolis, Maryland: Naval Institute Press. 2005. ISBN 1-59114-471-X.